# Hannah Diamond
Hannah Diamond es una deportista británica que compite en vela en la clase Nacra 17. Ganó una medalla de plata en el Campeonato Mundial de Nacra 17 de 2013.

## Palmarés internacional
| \| Campeonato Mundial \| Campeonato Mundial \| Campeonato Mundial \| Campeonato Mundial \| \| Año \| Lugar \| Medalla \| Clase \| \| ------------------ \| ---------------------- \| ------------------ \| ------------------ \| \| 2013 \| La Haya (Países Bajos) \| Medalla de bronce \| Nacra 17 \| |                        |                   |          |
| Campeonato Mundial |                        |                   |          |
| Año | Lugar                  | Medalla           | Clase    |
| 2013 | La Haya (Países Bajos) | Medalla de bronce | Nacra 17 |